# Tetu Lake
Tetu Lake är en sjö i Kanada.   Den ligger i Kenora District och provinsen Ontario, i den sydöstra delen av landet, 1 500 km väster om huvudstaden Ottawa. Tetu Lake ligger 299 meter över havet.
I omgivningarna runt Tetu Lake växer i huvudsak blandskog. Runt Tetu Lake är det mycket glesbefolkat, med 5 invånare per kvadratkilometer.